# Удачне
Уда́чне — селище в Україні, у Покровському районі, Донецька область. Адміністративний центр Удачненської селищної громади.

## Загальні відомості
Відстань до райцентру становить близько 13 км і проходить автошляхом Т 0406.

## Історія

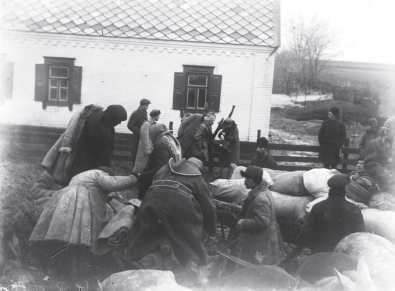
Розкуркулення в Удачному

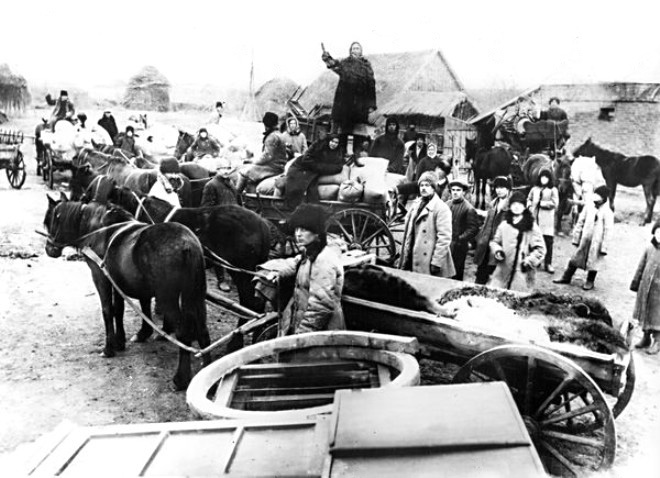
Розпродаж майна розкуркуленого селянина Мартиненко на «червоному базарі» в 1930-1932 роках

Селище міського типу Удачне було засноване в 1890 році.
У цей час Франко-Бельгійська компанія розпочала будівництво залізниці. Колії повинні були перетинати родючі землі поміщика Карпова. За легендою, він зумів домовитися, щоб будівництво перенесли на пасовища. Прокладати залізницю довелося заболоченою місцевістю. Багато зусиль доклали будівники, аби залізницю було побудовано «удачно». Так і виникла назва спочатку станції, а потім і село – Удачне, (селище міського типу з 1985 року). Першими поселенцями були вихідці із села Сергіївка.
З 1917 року у складі УНР. З квітня 1918 року у селі встановлено владу Гетьмана Павла Скоропадського.
У квітні 1920 року бійці РПАУ напали на ст. Удачна, на якій знищили телефонний зв'язок, забравши зі станції телефонний і телеграфний апарати.
З 1920 року — комуністичний режим. 1929 року більшовики вдалися до систематичного терору проти незалежних господарників, а 1932 року почали убивства голодом. Серед жертв переважно діти та старші люди.
Село постраждало внаслідок геноциду українського народу, проведеного урядом СРСР у 1932—1933 роках та 1946—1947 роках. Фотограф Марко Залізняк зафіксував події Голодомору та розкуркулення в цьому селі.
1991 року в селищі відновлено українську владу.
На території селищної ради працюють такі потужні підприємства, як сільськогосподарське товариство з обмеженою відповідальністю Агрофірма «Дружба», основним напрямком діяльності якого – рослинництво, спеціалізація – вирощування зернових та технічних культур, а також ПАТ ШУ «Покровське», яке займається видобутком кам’яного вугілля.
На території громади діє загальноосвітня школа І-III ступенів, дитячий садок, Удачненська лікарська амбулаторія, два фельдшерсько-акушерських пункти (с. Новомиколаївка, с. Новосергіївка),  перукарня, центр культури та дозвілля (с-ще Удачне), сільський клуб (с. Новомиколаївка), дві бібліотеки (с Муравка, с-ще Удачне).
В центрі селища, в парковій зоні, знаходиться пам’ятник воїнам Другої Світової Війни.
Прикрасою селища є Свято-Георгіївський храм та дзвіниця.
У 2018 році за кошти районної та селищної ради на території громади було збудовано багато нових об’єктів інфраструктури, а саме: 11 дитячих майданчиків (в усіх населених пунктах селищної ради), сучасний спортивний майданчик зі штучним покриттям на території Удачненської ЗОШ.
Видатними людьми, вихідцями з села, є: 
Семичасний В.Ю. — голова державної безпеки при Раді Міністрів СРСР
Вєдєнін О.М.- який був комендантом Кремля в Москві
Жили в селі герої Радянського Союзу Сулейманов Я.М., Дульченко М.А., який загинув під час випробувань літака в 1962 році. 
Ім’ям Дульченко М.А. була названа піонерська організація та вулиця.
У с. Новосергіївка з початку тридцятих років жив, важко працював на землі перший фотокореспондент Марко Желєзняк. Його перші фотознімки зберігаються в історичних музеях, на  шпальтах старих газет.
З 15.01.2025 за селище ідуть бої з російськими окупантами.

## Населення

### Мова
Розподіл населення за рідною мовою за даними перепису 2001 року:
| Мова       | Кількість | Відсоток |
| ---------- | --------- | -------- |
| українська | 1504      | 87.65%   |
| російська  | 206       | 12.00%   |
| білоруська | 5         | 0.29%    |
| румунська  | 1         | 0.06%    |
| Усього     | 1716      | 100%     |

За даними перепису 2001 року населення колишнього смт становило 1716 осіб, із них 87,65 % зазначили рідною мову українську, 12 % — російську, 0,29 % — білоруську та 0,06 % — молдовську мову.
Динаміка зміни населення Удачного за роками:

Станом на червень в Удачному залишається 9 людей,про це в ефірі новин каналу «Орбіта» заявив Валерій Дугельний.

## Культура
У центрі селища розташований Удачненський Центр культури та дозвілля.

## Промисловість
Неподалік села працює шахта «Покровське» та Збагачувальна фабрика «Свято-Варваринська».
У 1974 році на території села Удачне почалося будівництво найбільшої шахти «Красноармійська-Західна».

## Відомі особи
- 5 років у дитинстві (з 1929 по 1934 рр.) в Удачному провів Голова КДБ СРСР, згодом заступник Голови Ради Міністрів УРСР В. Ю. Семичасний.[7]
- В селищі народився Кішкань Володимир Петрович — український архітектор.